# استنلی کلارک
استنلی کلارک (انگلیسی: Stanley Clarke؛ زادهٔ ۳۰ ژوئن ۱۹۵۱) موسیقی‌دان و نوازنده گیتار بیس آمریکایی است که جدا از شهرتش در نوازندگی، به عنوان یک آهنگساز موفق و خلاق در زمینه موسیقی فیلم و تلویزیون نیز شناخته می‌شود. او از سال ۱۹۶۶ میلادی تاکنون مشغول فعالیت است.
کلارک در ۳۰ ژوئن ۱۹۵۱ در فیلادلفیا آمریکا به‌دنیا آمد. وی آشنایی‌اش با گیتار بیس را یک اتفاق قلمداد می‌کند؛ زمانی‌که در کلاس موسیقی دیر حاضر می‌شود و تنها سازی که باقی‌مانده بود، یعنی آکوستیک بیس را انتخاب می‌کند. کلارک تحصیلاتش را در آکادمی موسیقی فیلادلفیا (که در سال ۱۹۸۵ میلادی در دانشگاه هنر ادغام شد) سپری نمود. در سال ۱۹۷۱ میلادی و پس‌از فارغ‌التحصیلی به نیویورک رفت و با جمعی از برترین نوازندگان آن زمان هم‌نوازی نمود، نوازندگانی همچون آرت بلیکی، دیو بروبک، دکستر گوردون، گاتو باربیری، چیک کوریا، فارو سندرز، گیل ایوانز و استن گتز.
کلارک از اعضای کلیسای ساینتولوژی بود اما دیگر نیست.
در طی دههٔ ۱۹۷۰ میلادی وی به صورت رسمی به گروه جاز فیوژن با نوازندهٔ مشهور پیانو یعنی چیک کوریا پیوست. در پی این همراهی، آلبوم‌های متعددی منتشر نمود که بسیاری از آن‌ها از ارزشمندترین آثار در سبک جاز فیوژن است.
استنلی کلارک هم‌زمان با فعالیت در این گروه، به دنبال فعالیت‌های خودش به عنوان یک نوازندهٔ مستقل نیز بود. وی در دههٔ ۱۹۷۰ میلادی چندین آلبوم انفرادی ضبط و منتشر کرد؛ یکی از مشهورترین و موفق‌ترین این آلبوم‌ها، در سال ۱۹۷۶ میلادی با عنوان روزهای مدرسه همراه با جاکو پاستوریوس منتشر شد.
این آلبوم هنوز هم یکی از آثار برتر موسیقی جاز است و بسیاری از نوازندگان، بیش از استفاده موسیقایی، به این اثر به عنوان یک راهنمای باارزش آموزشی نگاه می‌کنند.